# Uncovered (альбом Робина Шульца)
Uncovered — третий студийный альбом немецкого диджея и музыкального продюсера Робина Шульца, вышедший 8 сентября 2017 года. В альбом вошли синглы «Shed a Light», «OK», «I Believe I’m Fine», «Unforgettable» и «Oh Child». Альбом достиг 11-го места в чарте German Albums Chart.

## Синглы
«Shed a Light» была выпущена 25 ноября 2016 года, как лид—сингл альбома. Песня занял шестое место в чарте German Singles Chart. «OK» была выпущена 19 мая 2017 года, как второй сингл альбома. Песня достигла второго места в чарте German Singles Chart. «I Believe I’m Fine» была выпущена 8 сентября 2017 года, как третий сингл альбома. Песня достигла 29-го места в чарте German Singles Chart. «Unforgettable» была выпущена 22 декабря 2017 года, как четвёртый сингл альбома. Песня достигла 13-го места в чарте German Singles Chart. «Oh Child» была выпущена 22 июня 2018 года, как пятый сингл альбома. Песня достигла 19-го места в чарте German Singles Chart.

## Отзывы критиков
Роберт Вунш из Billboard написал: «Это 18 композиций музыкального наслаждения, меняющих настроение, с гаммой вдумчивой поп-музыки, энергичных танцев, народных тропических ритмов и крутого отдыха. Он начинается с очень кинематографического „Intro“, который плавно переходит в меланхоличные аккорды „Unforgettable“. Поклонники узнают веселую мелодию сингла „Shed A Light“ с участием других героев поп-танца Давида Гетта и Cheat Codes, и лёгкий поток держится сильным в мгновенно запоминающимся „Oh Child“. Uncovered полон эмоциональных вокальных особенностей, включая мощное выступление душевного начинающего IRO на „Fools“, и большое, яркое пение от радиозвезды Джеймса Бланта на „Okay“»..

## Список композиций
| №   | Название                                                 | Автор(ы) | Продюсер(ы)                         | Длительность |
| --- | -------------------------------------------------------- | --- | ----------------------------------- | ------------ |
| 1.  | «Intro»                                                  | Робин Шульц Деннис Бирбродт Юрген Дор Гвидо Крамер Стефан Дабрук                                                            | Шульц Junkx                         | 2:06         |
| 2.  | «Unforgettable» (с Марком Сцибилией)                     | Шульц Бирбродт Дор Крамер Дабрук Марк Сцибилия Нолан Сайп                                                                   | Шульц Junkx Сцибилия                | 3:45         |
| 3.  | «Shed a Light» (с Давидом Гетта при участии Cheat Codes) | Шульц Бирбродт Дор Крамер Дабрук Пьер Гетта Джорджо Туинфорт Аммар Малик Джон Райан II Джейкоб Кашер Хиндлин Джейсон Эвиган | Шульц Junkx Давид Гетта Тревор Даль | 3:11         |
| 4.  | «Oh Child»                                               | Шульц Бирбродт Дор Крамер Дабрук Ричард Бордман Пабло Боуман Дэниэль Бойл                                                   | Шульц Junkx The Six                 | 3:17         |
| 5.  | «Fools» (с Aalias при участии IRO)                       | Шульц Бирбродт Дор Крамер Дабрук Койл Гирелли Аарон Клейнсуб Ори Ракиб                                                      | Шульц Junkx Aalias                  | 3:06         |
| 6.  | «Like You Mean It» (при участии Rhys)                    | Шульц Бирбродт Дор Крамер Дабрук Джулия Майклс Джастин Трантер Мейсон «MdL» Леви                                            | Шульц Junkx Йорген Элофссон         | 3:33         |
| 7.  | «OK» (при участии Джеймса Бланта)                        | Шульц Бьербродт Дор Крамер Дабрук Джеймс Блант Морин Макдональд Стив Маккатчен                                              | Шульц Junkx Стив Мак                | 3:12         |
| 8.  | «Naked» (при участии Сэма Мартина)                       | Шульц Бирбродт Дор Крамер Дабрук Хоакин Бануэлос Самуэль Мартин Малик Эвиган                                                | Шульц Junkx Мартин Эвиган           | 3:25         |
| 9.  | «Above the Clouds»                                       | Шульц Бирбродт Дор Крамер Дабрук                                                                                            | Шульц Junkx                         | 3:30         |
| 10. | «Higher Ground»                                          | Шульц Бирбродт Дор Крамер Дабрук Джон Ньюмен Дэвид Гибсон                                                                   | Шульц Junkx Ньюмен [c]              | 3:43         |
| 11. | «Love Me a Little»                                       | Шульц Бирбродт Дор Крамер Дабрук Иман Джордан Джеймс Носанов                                                                | Шульц Junkx Джимми Гарри            | 3:32         |
| 12. | «Tonight and Every Night»                                | Шульц Бирбродт Дор Крамер Дабрук Томас Ли Джеймс Кайл Гизанде Девин Гисанде                                                 | Шульц Junkx                         | 3:55         |
| 13. | «More than a Friend» (при участии Нико Сантоса)          | Шульц Бирбродт Дор Крамер Дабрук Нико Сантос Мартин Галлоп Табиас Топик                                                     | Шульц Junkx                         | 3:12         |
| 14. | «I Believe I’m Fine» (с Hugel)                           | Шульц Бирбродт Дор Крамер Дабрук Флорент Хьюгель Линдси Лохан Кара Диогуарди Кристофер Брайд Гибсон                         | Шульц Junkx Hugel                   | 3:47         |
| 15. | «Ha Leh Lou Ya» (при участии Кристи Макдональд)          | Шульц Бирбродт Дор Крамер Дабрук Кристи Макдональд Дэниэль Радар Нейтан Чапман                                              | Шульц Junkx Дэнни Радар Чапман      | 3:38         |
| 16. | «Sounds Easy» (при участии Ruxley)                       | Шульц Бирбродт Дор Крамер Дабрук Иван Пероти Тимоти Бумсма Деннис Баффо Руди Маккайдж                                       | Шульц Junkx Бумсма Баффо            | 3:08         |
| 17. | «Un Sueno»                                               | Шульц Бирбродт Дор Крамер Дабрук                                                                                            | Шульц Junkx                         | 4:18         |
| 18. | «Outro»                                                  | Шульц Бирбродт Дор Крамер Дабрук                                                                                            | Шульц Junkx                         | 2:26         |

## Чарты
| Чарт (2017)                             | Высшая позиция |
| --------------------------------------- | -------------- |
| Австрия (Ö3 Austria)                    | 19             |
| Бельгия/Фландрия (Ultratop)             | 92             |
| Канада (Canadian Albums Chart)          | 99             |
| Чехия (ČNS IFPI)                        | 23             |
| Германия (Offizielle Top 100)           | 11             |
| Latvian Albums (LaIPA)                  | 63             |
| Норвегия (VG-lista)                     | 37             |
| Slovak Albums (ČNS IFPI)                | 41             |
| Швейцария (Schweizer Hitparade)         | 12             |
| США (Billboard Dance/Electronic Albums) | 12             |

## История релиза
| Регион | Дата            | Формат              | Лейбл           |
| ------ | --------------- | ------------------- | --------------- |
| Разные | 8 сентября 2017 | Цифровое скачивание | TONSPIEL Warner |